# Katja K
Sussi la Cour (tidligere Katja Kean og Katja K, dåbsnavn Sussi la Cour, født 7. februar 1968 på Frederiksberg) er en dansk erhvervskvinde og tidligere pornoskuespiller. Blandt andet har hun været dansk undertøjsproducent med eget undertøjsmærke, 'Katja K Underwear', baseret på hendes alter ego, Katja Kean. Hun har også tidligere markeret sig som sangerinde, skuespillerinde og er kendt som Danmarks største internationale pornomodel nogensinde.[kilde mangler]

## Karriere
Katja K er en forkortelse af det oprindelige kunstnernavn, Katja Kean, som Sussi la Cour opfandt i forbindelse med sin indtræden i den erotiske verden i 1997. Efternavnet Kean er en fortolkning af det engelske ord 'keen', som betyder 'ivrig'.
Katja Keans første pornooptagelser blev lavet i Sverige i 1997 men udkom først i 2007, da Barny Nygaard fra BN Agentur købte rå-optagelserne og klippede dem til to film, distribueret uden andre titler end navnene på de kvindelige medvirkende, altså henholdsvis Katja Kean - Dina Jewel og Katja Kean (sidstnævnte dvd indeholder også hendes første casting-optagelse).
Blandt hendes tidligste pornoopgaver var desuden tre større film instrueret af franskmanden Pierre Woodman og produceret af selskabet Private. Blandt andet filmen: Do you know Katja Kean?
Senere spillede hun hovedrollerne i filmene Constance (1998) og Pink Prison (1999), produceret af Zentropas pornofirma Puzzy Power. Begge film henvendte sig primært til kvinder og par. Zentropa var interesseret i at komme ind på et nyt film marked på daværende tidspunkt. Eksperimentalfilminstruktøren Knud Vesterskov iscenesatte den første af disse, teaterinstruktøren Lisbeth Lynghøft den næste.
I USA kom Katja Kean til at arbejde sammen med en række af branchens førende pornoinstruktører, bl.a. Andrew Blake og Michael Ninn. Hendes pornokarriere kulminerede, da hun blev kontraktpige for det amerikanske produktionsselskab Sin City og lavede filmen Katja Kean's Sports Spetacular i samarbejde med produktionsselskabet Wicked Pictures. En scene fra denne film optræder i den amerikanske sitcom-serie Friends.
Efter at hun i år 2000 valgte at stoppe sin pornokarriere, blev hun tilbudt rollen som Lisa i den danske sitcom Langt fra Las Vegas med blandt andre Casper Christensen. Serien havde 53 afsnit og kørte i 3 år.
Katja K har beskrevet sin karriere i bogen Katja KXXX: Stjerne i syndens by (Tiderne Skifter, 2002), skrevet i samarbejde med Henrik List.
Hun har også skrevet guidebogen Kunsten at købe lingeri (Høst & Søn, 2006).
I 2004 stiftede hun en undertøjsvirksomhed med mærket, 'Katja K Underwear – based on a true story',[kilde mangler] og senere, i slutningen af 2006, åbnede hun en lingeributik med navnet Katja K Studio i Bredgade 4 i København.
Firmaet gik dog konkurs i 2009, butikken lukkede, og hun stod tilbage hjemløs med en gæld på over en halv million.
I 2008 bekendtgjorde Sussi la Cour, at hun officielt ville fremtræde med sit dåbsnavn. Navnet Katja K lever dog videre som et personligt brand.
Sussi la Cour startede på RUC fra januar 2009, hvor hun læste en Master i Oplevelsesledelse. Sideløbende etablerede hun sig som forandringsrådgiver med fokus på karriereskift, for private og erhvervsfolk.
Hun er fast skribent på Ekstra Bladets Megafonen, hvor hun skriver om sine personlige erfaringer og livssyn.

## Privatliv
I august 2016, offentliggjorde hun, at hun dannede par med sin tidligere pornomedspiller Marco Dollenz. De blev forlovet i september 2016 og gift den 7. november 2016.
I august 2018, meddelte Sussi la Cour, at hun og manden skulle skilles efter mindre end to års ægteskab. I september 2018 aflyste hun igen skilsmissen.

## Udvalgt filmografi
- Constance (1998)
- Pink Prison (1999)
- Buried Treasure (2000)
- Lipstick (2000)
- Private Casting 21 (2000)
- Virtuoso (2000)
- Watchers (2000)
- 150 kaskader 8 (2000)
- Langt fra Las Vegas (2000-2003)